# Константиновське сільське поселення (Ніколаєвський район)
Константи́новське сільське поселення (рос. Константиновское сельское поселение) — сільське поселення у складі Ніколаєвського району Хабаровського краю Росії.
Адміністративний центр — село Константиновка.

## Населення
Населення сільського поселення становить 485 осіб (2019; 610 у 2010, 929 у 2002).

## Склад
До складу сільського поселення входять:
| Населений пункт      | Населення, осіб (2002) | Населення, осіб (2010) |
| -------------------- | ---------------------- | ---------------------- |
| Константиновка, село | 908                    | 594                    |
| Підгорне, село       | 21                     | 16                     |